# سیارک ۲۶۳۳۴
سیارک ۲۶۳۳۴ (به انگلیسی: 26334 Melimcdowell، نامگذاری:1998WD15)۲۶۳۳۴مین سیارک کشف شده‌است که در ۲۱ نوامبر ۱۹۹۸ کشف شد.